# (7267) Victormeen
(7267) Victormeen – planetoida z grupy przecinających orbitę Marsa okrążająca Słońce w ciągu 3 lat i 223 dni w średniej odległości 2,35 j.a. Została odkryta 23 lutego 1943 roku w Obserwatorium Iso-Heikkilä w Turku przez Liisi Otermę. Nazwa planetoidy pochodzi od Victora Bena Meena (1910-1971), kanadyjskiego minerologa i geologa, badacza krateru Pingualuit. Przed nadaniem nazwy planetoida nosiła oznaczenie tymczasowe (7267) 1943 DF.